# 8430 Florey
8430 Florey (1997 YB5) là một tiểu hành tinh vành đai chính được phát hiện ngày 25 tháng 12 năm 1997, by Frank B. Zoltowski ở Woomera.